# Jan de Bussenmaecker
Jan de Bussenmaecker was in de 16e eeuw een vervaardiger van explosieven in de Venlo.
De Bussenmaecker had zijn woning en werkplaats in de Venlose binnenstad in de buurt van het Helschriksel en het Maasschriksel. Bij een van zijn proeven met een nieuw explosief kwam het projectiel op een huis aan de Oude Markt terecht, waarop dit huis en een groot aantal huizen in de gehele binnenstad door een brand verwoest werden, aldus wordt vermeld in de Venloclopedie. Volgens Uyttenbroeck was de hertog van Kleef ten tijde van de brand op bezoek in Venlo. Kort na de brand, in 1588, werd het explosief gebruikt bij de belegering van Wachtendonk, aldus Uyttenbroeck.